# Blood on Ice
Blood on Ice es un álbum conceptual de la banda sueca de viking metal Bathory. Se grabó en 1989, pero no fue lanzado inmediatamente, porque nunca fue debidamente terminado y porque el fundador y escritor de canciones Quorthon estaba preocupado de que esto lo alejara demasiado del sonido black metal de los inicios de la banda. Fue finalmente lanzado, después remasterizado y reeditado en un estudio mejor equipado, en 1996, en parte debido a la presión de los fanáticos resultante de una entrevista donde menciona el proyecto. Quorthon expande sobre este, así como en cuestiones más específicas sobre la grabación de Blood on Ice y otros álbumes anteriores de Bathory. El álbum sigue las ideas y formatos típicos de las sagas, pero fue escrito por Quorthon mismo. La portada fue dibujada por Kristian Wåhlin.

## Historia
El personaje principal, con diez años de edad al inicio de la historia, es el único sobreviviente del ataque realizado por veinte jinetes vestidos de negro que portaban un estandarte con una 'Bestia de dos cabezas' contra su aldea. Todos los hombres son asesinados, y las mujeres y los niños son llevados hacia el Norte, mientras que el personaje principal sobrevive escondiéndose en un árbol. Se pasa quince años en la naturaleza, donde crece fuerte y aprende los caminos del bosque, el recuerdo de las atrocidades de las cuales ha sido testigo lo endurecen. Entonces, un día, conoce a un anciano tuerto (muy probablemente Odín, aunque la historia siempre se refiere a él simplemente como "Un anciano tuerto"), quien le dice que estuvo esperando su llegada desde hace Mil años, y que ha sido elegido como un paladín de los dioses para luchar sus batallas en las sombras más allá del mundo. Para ello, obtendrá una serie de poderosos objetos y habilidades, y es entrenado durante cien días y noches por el viejo. El primero de estos artefactos es una poderosa espada, forjada en los albores del mundo, y el segundo un poderoso semental de ocho patas (Sleipnir, el caballo de Odín). Será guiado por dos cuervos (Hugin y Munin) y obtendrá una serie de poderes sobrenaturales: en primer lugar, la woodwoman, una bruja, toma su corazón, como precio para hacerlo invulnerable a cualquier clase de herida o corte. Luego viaja al lago sin fondo en el que todo el conocimiento de los mundos, antiguos y modernos, está almacenado. El anciano arroja su ojo izquierdo en el lago, a fin de darle sus poderes de sabiduría y premonición (lo cual probablemente es una analogía a la historia de Mímir), así el protagonista deja sus ojos en el lago, lo cual no sólo significa que obtendrá los poderes de sabiduría y premonición sino también que no deberá bajar la guardia durante su batalla final contra la bestia. Se dirige hacia el norte guiado por el anciano y los cuervos para confrontar su destino. Atraviesa las puertas del infierno para combatir con la bestia, derrotándola y liberando así las almas de todos los que allí se encontraban capturados para, finalmente, marchar con ellos hacia el Valhalla.

## Lista de canciones
1. "Intro" – 1:45
2. "Blood on Ice" – 5:41
3. "Man of Iron" – 2:48
4. "One Eyed Old Man" – 4:21
5. "The Sword" – 4:08
6. "The Stallion" – 5:13
7. "The Woodwoman" – 6:18
8. "The Lake" – 6:42
9. "Gods of Thunder, of Wind and of Rain" – 5:42
10. "The Ravens" – 1:09
11. "The Revenge of the Blood on Ice" – 9:53

## Créditos
- Quorthon - Guitarras, Vocalista
- Kothaar - Bajo
- Vvornth - Percusión, Batería
- Kristian Wåhlin - Portada

- Datos: Q804535